# Mirakel (TV-serie)
Mirakel var SVT:s julkalender 2020, regisserad av Carl Åstrand och skriven av Peter Arrhenius, Sara Young och Fredrik Agetoft. Serien är en fiktiv fantasidramaserie som utforskar idén om tidsresor.
Johann Gårdare, programchef SVT Barn beskriver serien som en ”en magisk julsaga som bjuder på spänning, starka känslor men också julmys i sann "Madicken"-anda.” med ”en stor dos situationskomik i krocken mellan två världar”.

## Handling

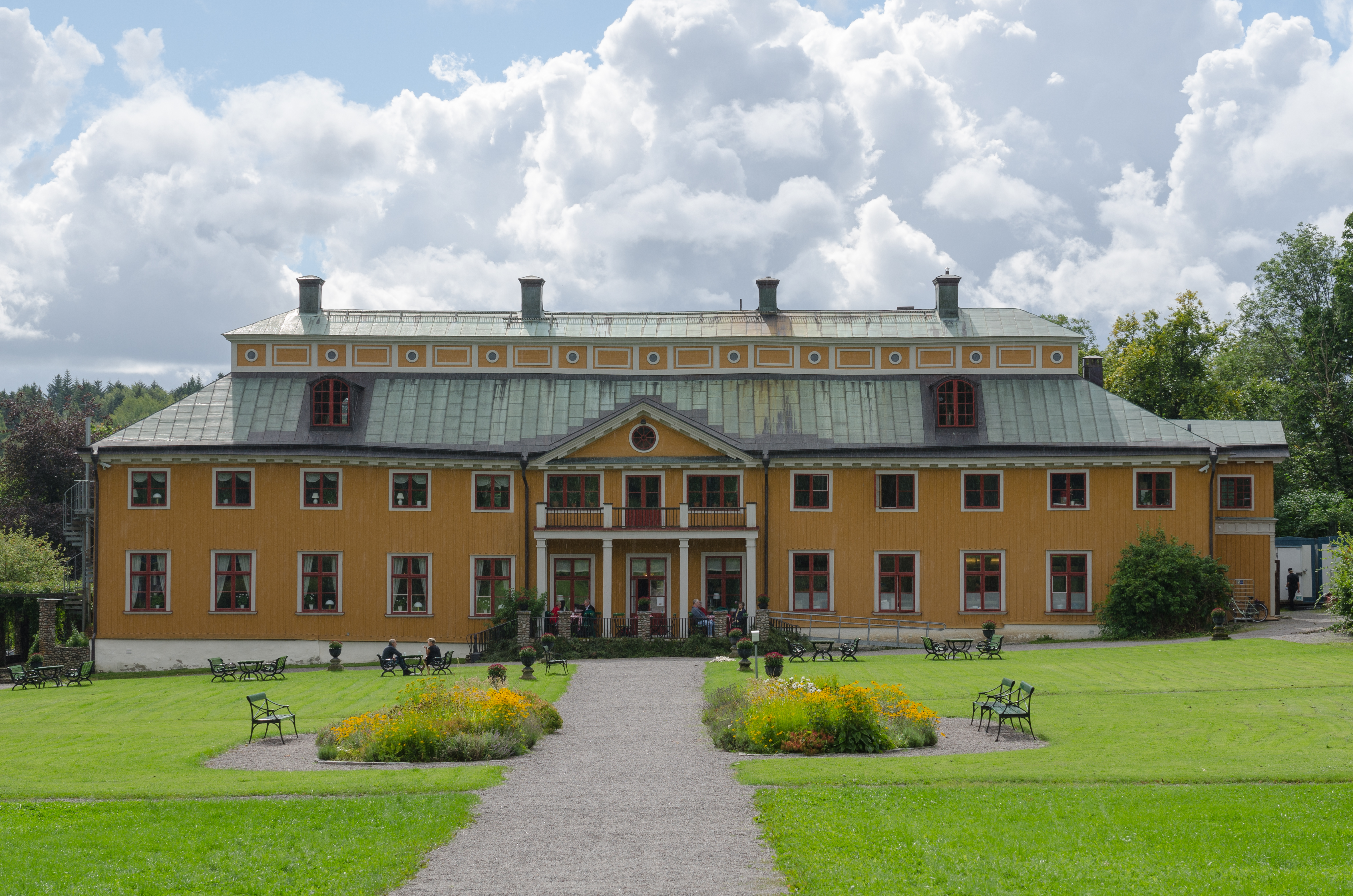
Ekebyhovs slott som utgör herrgårdens exteriör

Serien utspelar sig i det fiktiva samhället Elmersryd i Sverige och rör sig i tiden mellan år 1920 och 2020. Serien inleds med att två svenska forskare, Vilgot och Anna-Carin, i början av december 2020 utvecklar ett konstgjort svart hål för att alstra energi. När de gått hem för kvällen försvinner hålet, och hamnar på vindsvåningen i en gammal herrgård vid namn Villa Colt som 2020 används som HVB-hem, där flickan Mira bor sedan hennes föräldrar omkom i en bilolycka. Mira, som väntar på att bli adopterad av Vilgot och Anna-Carin, och Rakel som bor i samma byggnad exakt 100 år tidigare, faller genom det svarta hålet, och byter kropp och tid med varandra. Samtidigt som flickorna försöker anpassa sig till sina nya situationer och återvända till sin egen tid och egna kroppar påverkar deras handlingar tidslinjen, vilket orsakar oväntade problem som de måste lösa.

## Rollista
- Sarah Rhodin – Mira
- Bibi Lenhoff – Rakel Colt
- Emanuel Kielin – Galad
- Ossian Nordh – Sören 1920
- Babben Larsson – Agneta
- Johan Glans – Vilgot
- Annika Andersson – Anna-Carin Davidsson-Colt
- Joel Adolphson – Ernst Colt
- Andreas Rothlin Svensson – August Colt, Rakels far
- Maja Rung – Märta Colt, Rakels mor
- Emil Brulin – Ivar Colt, Rakels farbror
- Therese Lindgren – Greta
- Sten Ljunggren – berättaren/Sören 2020
- Dragomir Mrsic – Andrés
- Elvira Tröger – pigan Sara, Sörens mor
- Oscar Bergman – drängen Einar, Sörens far
- Per Svensson – fotograf Ahlsten
- Rasmus Troedsson – doktor Bjelke
- Jonatan Blode – magister 1920
- Marika Carlsson – lärare 2020
- Veronica Carlsten – butiksförsäljaren
- Dilan Apak – adoptivmamman Annie
- Maja Kin – mamma med barn
- Carl Johan Merner – konduktören
- Carina Perenkranz – sekreterare
- Daniel Holmberg – grävmaskinist
- Magnus Hammer – Thomas
- Michael Björkman – ordningsvakt
- Ella Olausson – praktikant
- Wilfred Korenado – Axel
- Karl Sjöholm – reklamman
- Molly – Lady[5][6]

## Om julkalendern
Den globala uppvärmningen skildras genom att julen är 1920 snöfylld, medan det år 2020 råder barmark.
Det fanns planer på att låta Rakel och Sören gifta sig, vilket ratades eftersom det ansågs komplicera tidsresandet.
Seriens titel är en ordlek på att huvudkaraktärernas namn, Mira och Rakel, tillsammans bildar ordet Mirakel där endast stavelsen "ra" återfinns i båda namnen. Detta visas i seriens titelsekvens där ordet Mirakel återfinns på boken som berättaren läser där först Mira och sedan Rakel lyses upp inuti ordet.
Bibi Lenhoff som spelade 12-åriga Rakel Holt i serien var i verkligheten 18 år gammal, vilket förvånade många.

## Produktion
Julkalendern producerades för SVT av Jarowskij. Serien började spelades in i januari och spelades huvudsakligen in på Ekebyhovs slott på Ekerö medan några inomhusscener spelades in på Torekällberget i Södertälje och i studio.
Till rollen som Lady sökte runt 2000 hundar innan valet föll på Molly med sin ägare Emma Thorsell.

## Musik
Musiken i serien skrevs av Fredrik Söderström och John Rammelt och utgavs digitalt den 13 januari 2021 på Zodiak Music.
| Nr | Spår                        | Längd |
| -- | --------------------------- | ----- |
| 1  | Mirakel (Julkalendern 2020) | 02:03 |
| 2  | Svarta Hålet                | 02:52 |
| 3  | Rakel                       | 01:40 |
| 4  | Mira                        | 01:00 |
| 5  | En Ny Tid                   | 01:03 |
| 6  | Nyfiken                     | 01:38 |
| 7  | Puls                        | 01:29 |
| 8  | Kolbiten                    | 00:52 |
| 9  | Jag Vill Hem                | 01:06 |
| 10 | Något Ar På Gång            | 00:50 |
| 11 | Rakel Blue                  | 01:29 |
| 12 | Griniga Gubbar              | 01:45 |
| 13 | Mira Och Sören              | 01:31 |
| 14 | På Väg                      | 01:32 |
| 15 | Vals För Ivar Och Greta     | 01:28 |
| 16 | Smyga Försiktigt            | 00:58 |
| 17 | Tapeten                     | 01:39 |
| 18 | Släkten Är Värst            | 01:12 |
| 19 | Varsamt                     | 01:21 |
| 20 | Branden                     | 01:25 |
| 21 | I Fel Tid                   | 02:28 |
| 22 | Michel De Anthéor           | 01:47 |
| 23 | Melankolia                  | 01:31 |
| 24 | Jag Ska Hem (Jag Vill Hem)  | 01:05 |
| 25 | Jakten                      | 01:22 |
| 26 | Återföreningen              | 03:38 |
| 27 | Mirakel-Jul                 | 01:05 |
| 28 | Mirakel Slutvinjett         | 00:22 |

## Mottagande
De svenska kritikerna var i allmänhet nöjda eller mycket nöjda med julkalendern.
DN:s Helena Lindblad beskrev serien som "ett smått andlöst äventyr som blandar folkbildning och julmys med vintagekänsla", men beklagade den okunniga beskrivningen av HVB-hem som ett nutida barnhem för föräldralösa, där potentiella adoptivföräldrar kan shoppa loss. Kritik har även framförts från adoptionsföreningen Barnens vänner.
SVT Barns avdelningschef Johanna Gårdare har till Kulturnytt svarat att Mirakel i första hand är en saga om tidsresor, inte en realistisk skildring av verkligheten. Hon har även beklagat om några upplevt att skildringen av adoption eller HVB-hem påverkat dem negativt.
Serien slog tittarrekord. Det första avsnittet sågs av 2 miljoner tittare på TV och 800 000 tittare på SVT Play.

## Utgivning
Serien gavs ut på DVD den 4 oktober 2021.

## Musik
- Gläns över sjö och strand (Kapitel 1)
- Din klara sol går åter opp (Kapitel 12)
- Ute är mörkt och kallt (Kapitel 13)
- Nu tändas tusen juleljus (Kapitel 21)
- När det lider mot jul (Kapitel 21)